# Mesochorus neglectus
Mesochorus neglectus là một loài tò vò trong họ Ichneumonidae.